# If You Gotta Go, Go Now
"If You Gotta Go, Go Now" is een nummer van de Amerikaanse zanger Bob Dylan uit 1964. Het nummer is vooral bekendgeworden in de uitvoeringen van Manfred Mann uit 1965 en Fairport Convention uit 1969.

## Versie van Bob Dylan
Dylan begon met de opname voor "If You Gotta Go, Go Now" op 13 januari 1965 tijdens de eerste sessie voor zijn vijfde studioalbum Bringing It All Back Home. Er werden twee akoestische versies opgenomen, maar deze werden allebei niet gebruikt. Hij nam het nummer opnieuw op op 15 januari, ditmaal met een volledige band. Ook die opnames haalden het album niet.
De vier versies die die dag opnomen zijn werden op 21 mei 1965 door producer Tom Wilson gemixt en van extra achtergrondzang voorzien. Deze versie werd in 1967 als single uitgebracht in Nederland maar de Top 40 noch de Tipparade werden gehaald. Het nummer werd internationaal pas voor het eerst uitgebracht in 1991, toen de boxset The Bootleg Series uitgebracht werd.

## Versie van Manfred Mann
De Britse band Manfred Mann bracht hun cover van het nummer september 1965 op single uit en de groep scoorde hier in het Verenigd Koninkrijk een nummer 2-hit mee.

## Versie van Fairport Convention
Vier jaar later nam de Britse band Fairport Convention het nummer op. Ze deden dit in een, zelfgeschreven, vrij letterlijke Franse vertaling getiteld "Si tu dois partir, va-t'en" (vaak simpelweg "Si tu dois partir" genoemd). Deze cover, opgenomen voor het album Unhalfbricking, werd in 1969 als single uitgebracht op het Island-label  in Europa en op het A&M-label in Amerika. De groep haalde hier in het Verenigd Koninkrijk en Nederland een Top 40-hit mee.

### NPO Radio 2 Top 2000
| Nummer met noteringen in de NPO Radio 2 Top 2000 | '99  | '00 | '01  | '02  |
| ------------------------------------------------ | ---- | --- | ---- | ---- |
| Si tu dois partir, va-t'en                       | 1455 | -   | 1281 | 1864 |

1. ↑  Een '-' betekent dat het nummer niet was genoteerd en een vetgedrukt getal geeft de hoogste notering aan.
2. ↑  Deze tabel is bijgewerkt tot en met de laatste editie (2024).